# Водно-водяний ядерний реактор

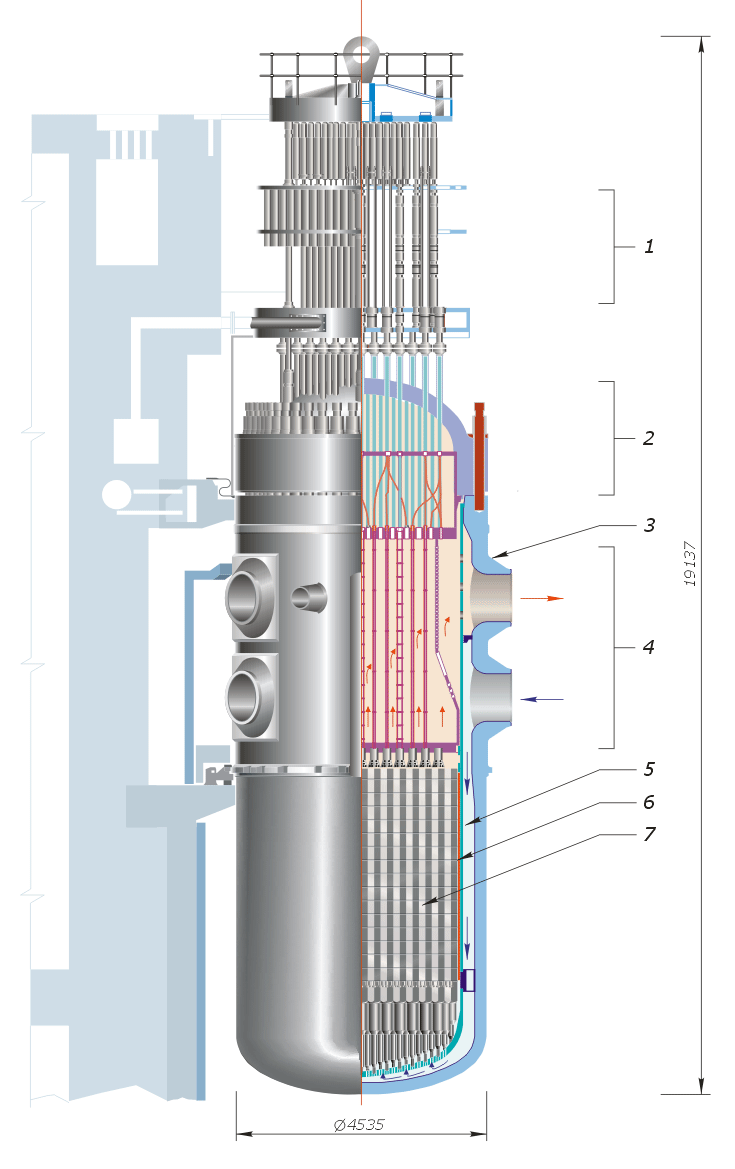
Будова реактора ВВЕР-1000: 1 — привід СУЗ; 2 — кришка реактора; 3 — корпус реактора; 4 — блок захисних труб (БЗТ); 5 — шахта; 6 — вигородка активної зони; 7 — паливні збірки (ТВЗ), регулювальні стрижні.

Водно-водяний ядерний реактор (англ. Pressurized water reactors, PWR) — реактор, який використовує в ролі сповільнювача та теплоносія звичайну (легку) воду. Найпоширеніший у світі тип водо-водяних реакторів — з водою під тиском. У країнах колишнього СРСР діють реактори ВВЕР, в інших країнах загальна назва таких реакторів PWR (Реактор з водою під тиском, англ. Pressurized water reactor). Інший тип водно-водяних реакторів — «киплячі». Загальна назва таких реакторів BWR (киплячий водяний реактор, англ. Boiling water reactor).

## Конструкція
Активна зона водно-водяного реактора складається з тепловидільних збірок, заповнених пластинчастими або циліндричними тепловидільними елементами. Корпус тепловидільної збірки виготовляють з листового матеріалу (алюмінію, цирконію), що слабко поглинає нейтрони. Збірки розміщують в циліндричній клітці, яку разом зі складками поміщають у корпус реактора. Кільцевий простір між ним і зовнішньою стінкою клітки, заповнений водою, виконує роль відбивача. Вода, проходячи знизу вгору через зазори між тепловидільними елементами, охолоджує їх. Таким чином, вона виконує роль теплоносія, сповільнювача та відбивача. Корпус реактора розрахований на міцність, виходячи з тиску води. Горловина корпусу закривається герметичною кришкою, яку знімають при завантаженні та вивантаженні тепловидільних збірок.
У фізичних водно-водяних реакторах зазвичай використовують воду під атмосферним тиском. Корпуси таких реакторів герметичної кришки не мають, і вода в них перебуває під атмосферним тиском (має відкритий рівень).
Енергетичні водно-водяні реактори (зокрема, ВВЕР) повинні працювати з використанням води під тиском. Застосування води в ролі теплоносія та сповільнювача визначає ряд специфічних особливостей реакторів. Тому зазвичай ці реактори виділяють у самостійну групу та називають реакторами, охолоджуваними водою під тиском.
Приклади водно-водяних реакторів:
- ВВЕР (СРСР, Росія, Україна)
- PWR (наприклад, виробництва компанії «Westinghouse Electric», США)
- EPR (AREVA, Франція — Німеччина)
- AP1000 (Westinghouse, США); CAP1400(інші мови) (Китай)
- Хуалун 1 (КНР)

## Особливості використання води

### Переваги
Використання води в ролі теплоносія та теплоносія-сповільнювача в ядерних установках має низку переваг.
1. Технологія виготовлення таких реакторів добре вивчена та відпрацьована.
2. Вода, володіючи хорошими теплопередавальними властивостями, відносно просто й з малими витратами потужності перекачується насосами. (За однакових умов коефіцієнт теплопередачі для важкої води на 10 % вищий як порівняти з коефіцієнтом теплопередачі для легкої води.)
3. Використання води в ролі теплоносія дозволяє здійснити безпосередню генерацію пари в реакторі (киплячі реактори). Легка вода використовується також для організації пароводяного циклу у вторинному контурі.
4. незаймистість та неможливість затвердіння води спрощує проблему експлуатації реактора та допоміжного обладнання.
5. Звичайна хімічно знесолена вода дешева.
6. Використання води забезпечує безпеку експлуатації реактора.
7. У реакторах з водяним теплоносієм-сповільнювачем при відповідній конструкції активної зони можна досягти негативного температурного коефіцієнта реактивності, що оберігає реактор від самовільного підвищення потужності.
8. Дозволяє створювати блоки потужністю до 1600 МВт.

### Недоліки
1. Вода взаємодіє з ураном і його сполуками (спричиняє корозію), тому тепловидільні елементи повинні забезпечуватися антикорозійним покриттям (зазвичай цирконій). При підвищених температурах води конструкційні матеріали також повинні підбиратися з достатньо хорошими антикорозійними властивостями, або потрібно проводити спеціальний водно-хімічний режим, щоб зв'язати кисень, утворений із води при її радіолізі. Особливо потрібно відзначити високу інтенсивність корозії багатьох металів у воді при температурі вищій ніж 300 °C.
2. Проблему підбору корозійно-стійких матеріалів ускладнює необхідність мати високий тиск води при підвищених температурах. Необхідність мати високий тиск в реакторі ускладнює конструкцію корпусу реактора і його окремих вузлів.
3. Можливість аварії з витіканням теплоносія та необхідність коштів для її компенсації.
4. Вартість важкої води велика (актуально лише для реакторів на важкій воді типу CANDU, у СРСР такі реактори не будували). Це вимагає зменшення витоку води і втрат її до мінімуму, що ускладнює конструкцію енергетичного обладнання та експлуатацію установки.

### Активація води
Важливою проблемою при використанні води для охолодження реакторів є наведена радіоактивність, яка виникає внаслідок активації ядер теплоносія при захопленні ними нейтронів. Активації піддаються як кисень і водень води, так і ядра домішок: наприклад, продуктів корозії обладнання 1-о контуру (залізо, кобальт, нікель, хром), а також розчинених у воді солей натрію, кальцію, магнію тощо. Активність власне самої води визначається переважно активністю ізотопу нітрогену-16 (утворюється з кисню-16 по (n, p) -реакції), період напіврозпаду якого становить близько 7 секунд. Таким чином, менш ніж через хвилину після зупинки реактора радіоактивність теплоносія 1-о контуру спадає в сотні разів, і визначається лише активністю продуктів корозії, які витягуються з води на іонообмінних фільтрах.
Активація води може відбуватися також при порушенні герметичності оболонки ТВЕЛів, що призводить до потрапляння в теплоносій продуктів поділу, насамперед радіоактивного йоду та цезію.
Однак, вся наведена радіоактивність відноситься до сполук, що залишаються в межах першого контуру, тому в водо-водяних реакторах, на відміну від киплячих, не відбувається потрапляння сполук з наведеною радіоактивністю до турбіни та конденсатора та іншого обладнання другого контуру.